# San Leonardo (Nueva Écija)
San Leonardo (Bayan ng San Leonardo - Municipality of San Leonardo), anaño conocido como Manikling, es un municipio filipino de tercera categoría, situado en la parte central de la isla de Luzón. Forma parte del Cuarto Distrito Electoral de la provincia de Nueva Écija situada en la Región Administrativa de Luzón Central, también denominada Región III.

## Geografía
Situado en el sur de la provincia linda al norte con el  municipio de Santa Rosa; al sur con los de San Isidro y la ciudad de Gapán; al este con el municipio de Peñaranda; y al oeste con el de Jaén.

### Barangays
El municipio  de San Leonardo  se divide, a los efectos administrativos, en 15 barangayes o barrios, conforme a la siguiente relación:
| - Mallorca - Bonifacio (Población) - San Bartolomé (Población) | - Burgos (Población) - Rizal (Población) - Mambangnán | - Nieves - Castellano - San Roque | - San Antón - Tambo-Adorable - Magpapalayok | - Tabuating - Tagumpay - Diversión |  |

## Economía
Vastos campos de arroz y  para el cultivo de verduras. Cría de aves de corral.

## Historia
Los primeros habitantes fueron kapampanganes, siendo San Leonardo un barrio de Gapán conocido como  Manikling.
En el mes de enero 1896 las autoridades del barangay solicitan la separación  de Gapán para formar en nuevo municipio de Mallorca, siendo concedida la petición.
El padre Leonardo, un sacerdote jesuita de Bongabón, consigue el cambio de nombre.

## Patrimonio

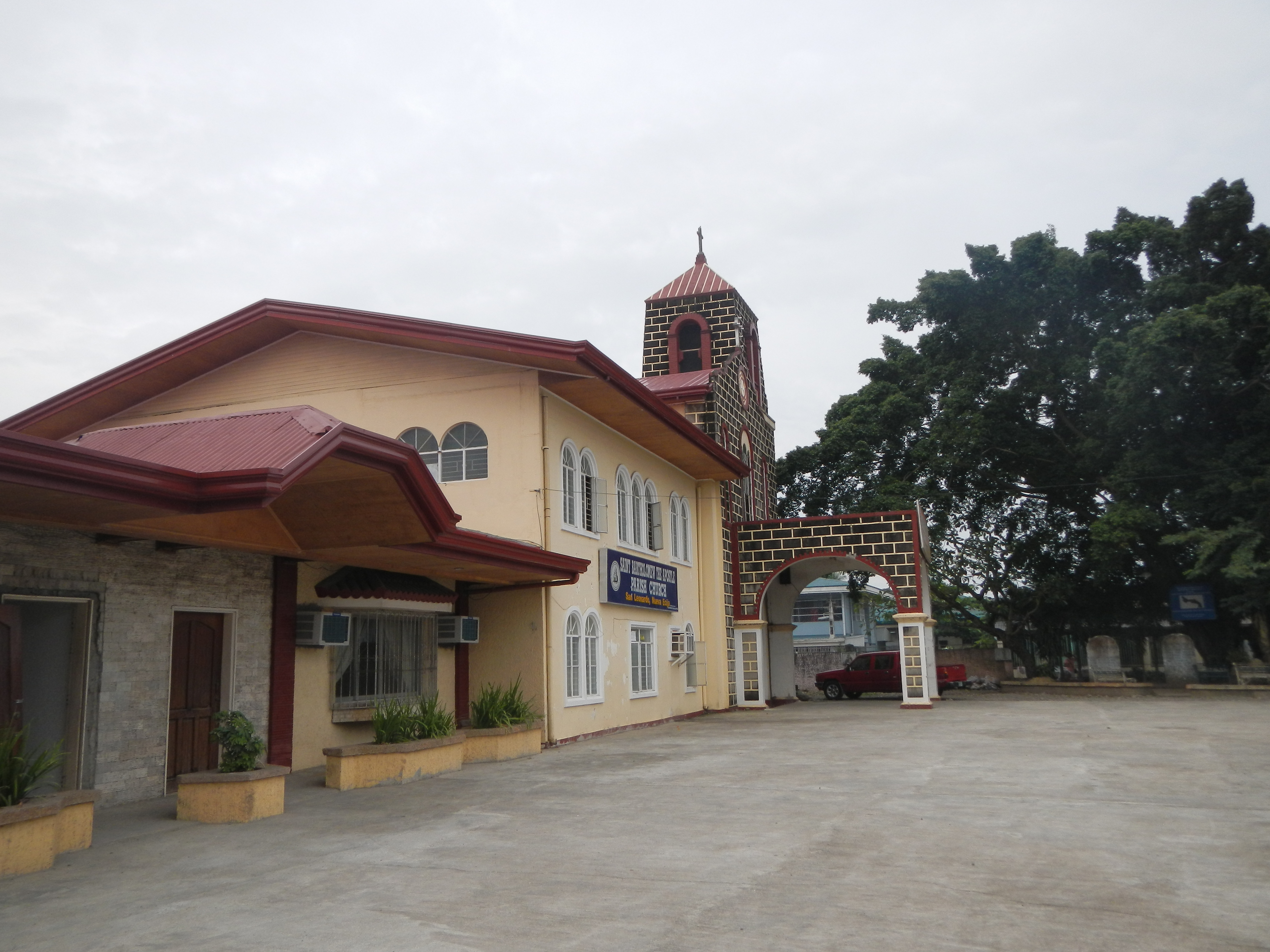
Iglesia de San Bartolomé Apóstol.

- Iglesia parroquial católica bajo la advocación de San Bartolomé, la parroquia data del año 1896.
- Iglesia parroquial católica de Adorable, bajo la advocación de San Juan María Vianney, la parroquia data del año 1896.

Forma parte de la Vicaría de Santa Rosa de Lima , perteneciente a la Diócesis de Cabanatúan en la provincia Eclesiástica de Lingayén-Dagupán.